# 高宮和也
高宮 和也（たかみや かずや、1981年12月4日 - ）は、大阪府岸和田市出身の元プロ野球選手（投手）、YouTuber。

## 来歴・人物

### プロ入り前
少年野球チームのコーチであった実父の影響で野球をスタート。親子揃っての阪神タイガースファンであることから、実父は和也を阪神へ入団させるべく、野球の基礎を和也に教え込んだという。
中学校時代に関西創価高等学校への進学を予定していたが、硬式野球部のセレクションで合格に至らなかったことから大阪体育大学浪商高等学校（浪商）に入学した。しかし、浪商への在学中には、春夏とも阪神甲子園球場での全国大会へ出場できなかった。浪商での1学年先輩に妹尾軒作がいる。
高校からの卒業前に龍谷大学や佛教大学のセレクションを受けたが、いずれも採用されなかった。一時は野球から離れて、マスメディア系の専門学校への進学を検討していたが、「野球を続けろ」という実父の説得によって翻意した。さらに、山口県にある徳山大学硬式野球部の監督から「浪商でバッテリーを組んでいた捕手と一緒に入学して欲しい」との勧誘を受けたことを機に、同大学へ進学した。
徳山大学への入学後は、1年の時から中国地区大学野球のリーグ戦に登板した。さらに、1年の時から2年連続で明治神宮大会に出場し、1年時は初戦完封で同大会のチーム初勝利を果たした。4年春にはベストナイン、敢闘賞でリーグ通算24勝を記録した。大学野球部での1学年先輩に、飯田宏行がいる。
大学卒業後にHondaに入社すると、Honda鈴鹿硬式野球部に所属した。当時臨時コーチを務めていた浪商OBの牛島和彦による指導で頭角を現した。入社3年目の2005年には、チームを第76回都市対抗野球全国大会と第32回社会人野球日本選手権全国大会に導いた。当時のチームメイトには、後に広島東洋カープへ入団した宮崎充登や中東直己などがいる。さらに、オランダで催された第36回IBAFワールドカップに日本代表の一員として出場し、中継ぎ投手として4試合に登板した。
横浜ベイスターズへの入団を希望していたことから、2005年度NPB大学・社会人ドラフト会議では、希望入団枠制度によって同球団から指名を受けて契約金1億円、年俸1,500万円（金額は推定）という最高条件で入団した。当時の一軍監督は牛島で、背番号は15。

### 横浜時代
2006年には、春季キャンプで牛島監督から現役時代の勝負球であったフォークを伝授されるなど、即戦力として期待されていた。当時チームに不足していた左の救援要員として開幕一軍入りを果たすと、4月6日の対中日ドラゴンズ戦（横浜スタジアム）6回表に救援で一軍公式戦にデビューした。最初に対戦した立浪和義から三振を奪いながら、2回1失点という内容で黒星を喫した。4月20日の対広島東洋カープ（広島市民球場）戦から先発に転向すると、6回5失点という内容ながら、味方打線の援護によってプロ初勝利を記録した。以降の公式戦でも、チームの先発投手不足を背景に先発へ起用されたが、6月17日に左手中指の捻挫で出場選手登録を抹消された。結局、一軍公式戦では18試合の登板で、2勝6敗、防御率6.83という成績にとどまった。
2007年には、一軍公式戦に救援で22試合に登板した。3つのホールドを記録したが、最後の4試合で10失点を喫するなど振るわず、シーズンの後半は二軍で過ごした。6月24日の対オリックス・バファローズ戦（横浜）では、1死も取れずに降板した。ハマスタWAVE（横浜主催公式戦のインターネット向け中継）でこの試合を実況していた椎野茂（当時は横浜の親会社・TBSのアナウンサー）から、「水差し野郎」「（二軍の本拠地である）横須賀へでも行け」など、ベテランのスポーツアナウンサーらしからぬ表現で酷評されたことがインターネット上で話題になった。
2008年には、一軍公式戦10試合に登板した。2年振りの勝利を挙げたが、防御率が11.12に達するなど不振を極めた。
2009年には、オーバースローだった投球フォームを、8月からサイドスローへ改造した。

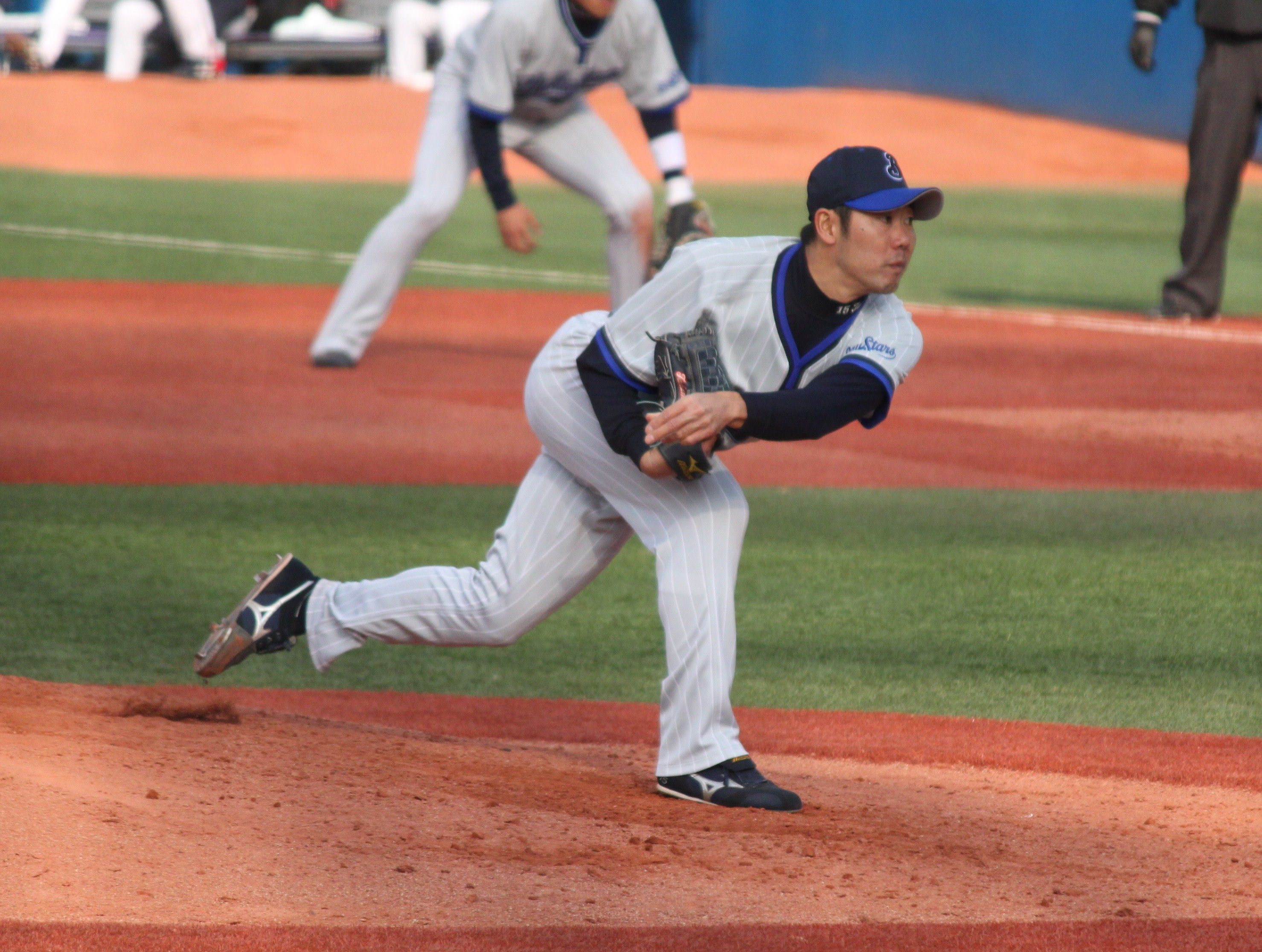
横浜時代（2010年4月3日・神宮球場）

コントロールと変化球を徹底的に磨いた。一軍公式戦への登板はシーズン終盤の9月にまで持ち越されたものの、11試合の中継ぎ登板で2ホールドを記録したほか、防御率を4.50にまで改善した。
2010年には、一軍公式戦21試合に登板した。3ホールドを記録したが、防御率は5.23にとどまった。

### オリックス時代

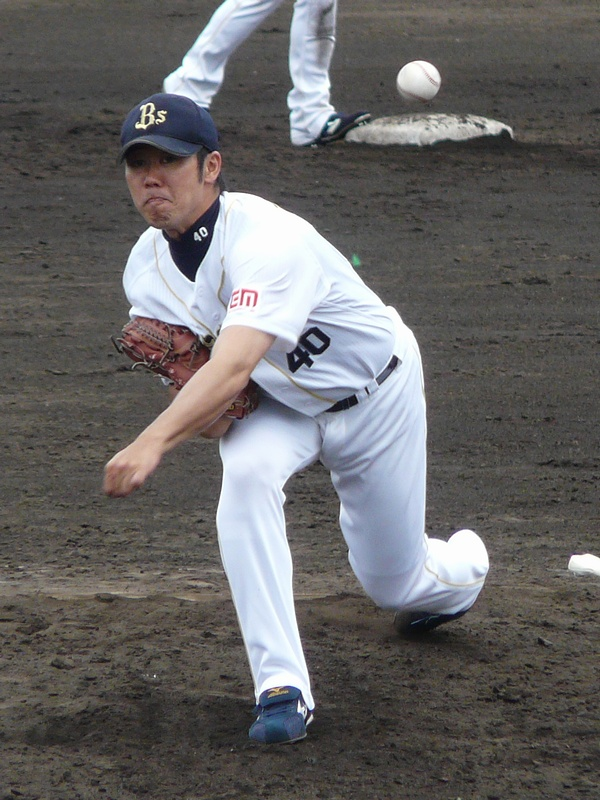
オリックス時代（2011年6月15日・神戸サブ球場）

2010年12月6日、山本省吾・喜田剛との交換トレードで寺原隼人とともにオリックス・バファローズへ移籍することが発表された。背番号は40。
2011年には、春季キャンプ中に一軍監督・岡田彰布の勧めでオーバースローへ再び転向した。開幕一軍入りを果たすと、一軍公式戦で20試合に登板した。主にビハインドの局面での救援を任されたが、失点を喫した試合はわずか4試合で、奪三振率が8.74に達するなど投球内容が安定した。プロ入り後初めて一軍公式戦での防御率が4点台を切ったほか、WHIPでは横浜時代よりも優秀な数値（1.24）を記録した。
2012年には、ウエスタン・リーグ公式戦41試合に登板した。救援のみで3勝1敗3セーブ、防御率2.49の成績を残したが、一軍公式戦では、7月18日の対福岡ソフトバンクホークス戦（福岡Yahoo!ドーム）へ登板しただけにとどまった。

### 阪神時代
2013年1月11日、国内FA権でオリックスへ移籍してきた平野恵一の人的補償で阪神タイガースへの移籍が発表された。当初の背番号は、オリックス時代に続いて40だった。公式戦の開幕後は、7月24日の出場選手登録を経て、翌25日の対東京ヤクルトスワローズ戦（明治神宮野球場）で、7点ビハインドの8回裏にセントラル・リーグ公式戦デビューを果たした。しかし、1回を投げて3失点と振るわず、わずか2日で登録を抹消された。結局、一軍公式戦への登板機会はこの試合だけだった。ウエスタン・リーグ公式戦でも、35試合に登板したが、1勝3敗、防御率4.08という成績に終わった。
2014年には、春季キャンプ前の1月6日から、背番号を34へ変更した。久保康友が国内FA権の行使でDeNAへ移籍したことにともなう補償措置で入団した鶴岡一成捕手が、背番号40を着用することによる。高宮自身は、5月1日にシーズン初の出場選手登録を果たすと、7日の対中日戦（ナゴヤドーム）延長11回表2死から登板。代打に起用された左打者の野本圭を三邪飛に打ち取ると、12回表の打席で梅野隆太郎と交代した。その梅野が2点本塁打を放ったこと等によって、チームは3点リードの末に逃げ切り勝利した。高宮にも一軍公式戦6年振りの白星が付いた。シーズン終盤には、自身と同じ左の中継ぎ要員（加藤康介や筒井和也）が軒並み不振になり、登板の機会が増加した。レギュラーシーズン全体では、一軍公式戦22試合の登板で防御率2.89を記録した。さらに、チームのレギュラーシーズン2位で迎えた読売ジャイアンツ（巨人）とのクライマックスシリーズ（CS）ファイナルステージ（東京ドーム）では、巨人の左打者・阿部慎之助対策のワンポイントリリーフとして、第1戦から3戦連続で対戦した。通算で3打数無安打2三振と抑え込んだことによって、チームの日本シリーズ進出に貢献した。ソフトバンクとの日本シリーズでも、5試合中2試合に救援で登板した。福岡ヤフオク!ドームでの第3戦（10月28日）では、2点ビハインドの6回裏2死1塁から登板したが、対戦した2人の打者を死球と安打で出塁させた末に、1死も取れないまま降板した。後を継いだ安藤優也が残した走者を全て生還させたため、高宮に自責点2が付いた。
2015年には、公式戦開幕直後の4月3日から一軍へ帯同すると、左打者に対するワンポイント・リリーフを中心に登板した。夏場に一時不調で登録を抹消されたが、一軍公式戦全体では自己最多の52試合に登板するとともに、防御率3.03やチーム3位の10ホールドポイント（2救援勝利8ホールド）を記録した。
2016年には、国内FA権の行使によって中日から移籍してきた左投手の髙橋聡文が一軍のセットアッパーに定着するなどの影響で、一軍公式戦への登板が16試合にまで急減した。1ホールドを記録したが、防御率は6.39にまで達した。
2017年には、高橋に加えて、前年まで先発要員だった左投手の岩崎優が一軍の救援陣に定着した。一軍公式戦への登板機会を失ったことや、例年と違って夏場を過ぎても球威が上がらなかったことを背景に、現役引退を決意した。9月28日に甲子園球場で催された広島東洋カープとのウエスタン・リーグシーズン最終戦では、この試合を最後に二軍監督を退く掛布雅之へ志願したうえで、9回表に登板した。1イニングを無安打無失点に抑えたことによって、自身の現役生活と掛布の二軍監督生活を締めくくった。10月2日に球団から戦力外通告を受けたことを機に、11月29日付で現役引退を正式に表明した。

### 現役引退後
地元の大阪府内にあるスポーツ用品店「ヒマラヤ泉大津店」に、アドバイザリースタッフとして勤務する。プロ野球選手としての経験と、阪神時代に若手選手から厚い信頼を寄せられた親しみやすい人柄を生かして、野球教室の運営や指導にも携わる。
2021年1月、YouTubeチャンネル「高宮和也の俺目線」を開設した。

## 選手としての特徴
プロ入り後は主に対左打者のワンポイントを務める中継ぎ投手として登板した。阪神時代にコントロールを向上させたことで才能が開花した。変化球はスライダー、シュート、カーブ、シンカーなどを投げる。
阪神時代は巨人・阿部慎之助との対戦成績が良く、「阿部キラー」と称された。

## 詳細情報

### 年度別投手成績
| 年 度     | 球 団      | 登 板 | 先 発 | 完 投 | 完 封 | 無 四 球 | 勝 利 | 敗 戦 | セ 丨 ブ | ホ 丨 ル ド | 勝 率 | 打 者 | 投 球 回 | 被 安 打 | 被 本 塁 打 | 与 四 球 | 敬 遠 | 与 死 球 | 奪 三 振 | 暴 投 | ボ 丨 ク | 失 点 | 自 責 点 | 防 御 率 | W H I P |
| --------- | ---------- | ----- | ----- | ----- | ----- | -------- | ----- | ----- | -------- | ----------- | ----- | ----- | -------- | -------- | ----------- | -------- | ----- | -------- | -------- | ----- | -------- | ----- | -------- | -------- | ------- |
| 2006      | 横浜       | 18    | 8     | 0     | 0     | 0        | 2     | 6     | 0        | 1           | .250  | 250   | 55.1     | 74       | 8           | 19       | 0     | 1        | 29       | 0     | 0        | 46    | 42       | 6.83     | 1.68    |
| 2007      | 横浜       | 22    | 0     | 0     | 0     | 0        | 0     | 0     | 0        | 3           | .---  | 91    | 18.2     | 27       | 4           | 9        | 0     | 2        | 12       | 3     | 1        | 16    | 16       | 7.71     | 1.93    |
| 2008      | 横浜       | 10    | 0     | 0     | 0     | 0        | 1     | 0     | 0        | 0           | 1.000 | 28    | 5.2      | 9        | 0           | 2        | 0     | 1        | 2        | 0     | 0        | 7     | 7        | 11.12    | 1.94    |
| 2009      | 横浜       | 11    | 0     | 0     | 0     | 0        | 0     | 1     | 0        | 2           | .000  | 36    | 8.0      | 9        | 3           | 5        | 1     | 0        | 6        | 0     | 0        | 4     | 4        | 4.50     | 1.75    |
| 2010      | 横浜       | 21    | 0     | 0     | 0     | 0        | 0     | 0     | 0        | 3           | .---  | 56    | 10.1     | 18       | 0           | 1        | 0     | 5        | 11       | 0     | 0        | 7     | 6        | 5.23     | 1.84    |
| 2011      | オリックス | 20    | 0     | 0     | 0     | 0        | 0     | 0     | 0        | 1           | .---  | 96    | 22.2     | 22       | 0           | 6        | 0     | 4        | 21       | 0     | 0        | 10    | 10       | 3.97     | 1.24    |
| 2012      | オリックス | 1     | 0     | 0     | 0     | 0        | 0     | 0     | 0        | 0           | .---  | 4     | 1.0      | 2        | 1           | 0        | 0     | 0        | 0        | 0     | 0        | 1     | 1        | 9.00     | 2.00    |
| 2013      | 阪神       | 1     | 0     | 0     | 0     | 0        | 0     | 0     | 0        | 0           | .---  | 6     | 1.0      | 3        | 2           | 0        | 0     | 0        | 1        | 0     | 0        | 3     | 3        | 27.00    | 3.00    |
| 2014      | 阪神       | 22    | 0     | 0     | 0     | 0        | 1     | 0     | 0        | 2           | 1.000 | 78    | 18.2     | 18       | 3           | 3        | 0     | 1        | 14       | 1     | 0        | 7     | 6        | 2.89     | 1.13    |
| 2015      | 阪神       | 52    | 0     | 0     | 0     | 0        | 2     | 0     | 0        | 8           | 1.000 | 157   | 35.2     | 35       | 2           | 15       | 0     | 3        | 27       | 2     | 0        | 14    | 12       | 3.03     | 1.40    |
| 2016      | 阪神       | 16    | 0     | 0     | 0     | 0        | 0     | 1     | 0        | 1           | .000  | 64    | 12.2     | 19       | 1           | 7        | 0     | 0        | 10       | 1     | 0        | 9     | 9        | 6.39     | 2.05    |
| NPB：11年 | NPB：11年  | 194   | 8     | 0     | 0     | 0        | 6     | 8     | 0        | 21          | .429  | 866   | 189.2    | 236      | 24          | 67       | 1     | 17       | 133      | 7     | 1        | 124   | 116      | 5.50     | 1.60    |

### 年度別守備成績
| 年 度 | 球 団      | 投手  | 投手  | 投手  | 投手  | 投手  | 投手     |
| 年 度 | 球 団      | 試 合 | 刺 殺 | 補 殺 | 失 策 | 併 殺 | 守 備 率 |
| ----- | ---------- | ----- | ----- | ----- | ----- | ----- | -------- |
| 2006  | 横浜       | 18    | 2     | 10    | 0     | 1     | 1.000    |
| 2007  | 横浜       | 22    | 2     | 6     | 0     | 0     | 1.000    |
| 2008  | 横浜       | 10    | 0     | 1     | 0     | 0     | 1.000    |
| 2009  | 横浜       | 11    | 0     | 1     | 0     | 1     | 1.000    |
| 2010  | 横浜       | 21    | 0     | 1     | 1     | 0     | .500     |
| 2011  | オリックス | 20    | 2     | 5     | 1     | 0     | .875     |
| 2012  | オリックス | 1     | 0     | 0     | 0     | 0     | .---     |
| 2013  | 阪神       | 1     | 0     | 0     | 0     | 0     | .---     |
| 2014  | 阪神       | 22    | 0     | 2     | 0     | 0     | 1.000    |
| 2015  | 阪神       | 52    | 0     | 10    | 0     | 0     | 1.000    |
| 2016  | 阪神       | 16    | 0     | 2     | 1     | 0     | .667     |
| 通算  | 通算       | 194   | 6     | 38    | 3     | 2     | .936     |

### 記録
投手記録
- 初登板：2006年4月6日、対中日ドラゴンズ3回戦（横浜スタジアム）、6回表に2番手で救援登板、2回1失点で敗戦投手
- 初奪三振：同上、6回表に立浪和義から見逃し三振
- 初先発・初勝利：2006年4月20日、対広島東洋カープ3回戦（広島市民球場）、6回5失点
- 初ホールド：2006年6月12日、対オリックス・バファローズ6回戦（横浜スタジアム）、6回表に2番手で救援登板、1回無失点

打撃記録
- 初安打・初打点：2007年5月13日、対広島東洋カープ9回戦（横浜スタジアム）、5回裏に黒田博樹から中前適時打

### 背番号
- 15 （2006年 - 2010年）
- 40 （2011年 - 2013年）
- 34 （2014年 - 2017年）